# مقاطعة بيرين (ميشيغان)
مقاطعة بيرين (بالإنجليزية: Berrien County, Michigan)‏ هي مقاطعة تقع في جنوب غربي شبه الجزيرة السفلى بولاية ميشيغان في الولايات المتحدة. تأسست سنة 1829، وبلغ عدد سكانها 156813 نسمة في تعداد عام 2010 بحسب مكتب تعداد الولايات المتحدة وتصل الكثافة السكانية فيها إلى 110 نسمة/كم2.

## أعلام
- إدوارد إل. هاميلتون
- جون فرنسيس دودغ

## وصلات خارجية
- United States Counties